# París-Niza 1960
La París-Niza 1960 fue la 18.ª edición de la París-Niza, que se disputó entre el 9 y el 16 de marzo de 1960. La carrera fue ganada por el belga Raymond Impanis, del equipo Faema, por delante de los franceses François Mahé (Saint Rapahel-Gitane) y Robert Cazala (Mercier-BP). Romeo Venturelli (San Pellegrino) se impuso en la clasificación de la montaña, Rik van Looy (Faema) ganó la clasificación por puntos y el conjunto Saint Raphael-Gitane la de equipos.
La prueba se decide en la etapa de Saint-Étienne en un ataque del Faema liderado por Rik van Looy hace que un grupo de corredores, donde se encuentra Raymond Impanis, consiga 23'45" sobre el gran grupo.
Por primera vez en la historia de la carrera se emiten por televisión y en directo los kilómetros finales de cada etapa.

## Participantes
En esta edición de la París-Niza tomaron la salida 80 corredores divididos en 10 equipos: Leroux-Helyett, Saint Rapahel-Gitane, Faema, Liberia-Grammont, Carpano, Mercier-BP, San Pellegrino, Peugeot-BP, Torpedo, y Margnat-Rochet. La prueba lo acabaron 54 corredores.

## Resultados de las etapas
| Etapas                 | Fecha       | Recorrido                        | Km     | Vencedor de etapa           | Líder de la general |
| ---------------------- | ----------- | -------------------------------- | ------ | --------------------------- | ------------------- |
| 1ª etapa               | 9 de marzo  | París-Gien                       | 170 km | Yvo Molenaers               | Yvo Molenaers       |
| 2ª etapa               | 10 de marzo | Gien-Bourges (CRE)               | 82 km  | Faema                       | Willy Schroeders    |
| 3ª etapa               | 11 de marzo | Bourges-Montceau-les-Mines       | 197 km | Gilbert Desmet              | Willy Schroeders    |
| 4ª etapa               | 12 de marzo | Montceau-les-Mines-Saint-Étienne | 173 km | Michel Dejouhannet          | Raymond Impanis     |
| 5ª etapa               | 13 de marzo | Saint-Étienne-Aviñón             | 227 km | Rik van Looy                | Raymond Impanis     |
| 6.ª etapa, 1.er sector | 14 de marzo | Aviñón-Vergèze                   | 68 km  | André Darrigade             | Raymond Impanis     |
| 6.ª etapa, 2.º sector  | 14 de marzo | Vergèze-Nimes (CRI)              | 37 km  | Romeo Venturelli            | Raymond Impanis     |
| 7.ª etapa              | 15 de marzo | Nimes-Manosque                   | 183 km | Jean Graczyk                | Raymond Impanis     |
| 8.ª etapa, 1.er sector | 16 de marzo | Manosque-Fréjus                  | 130 km | Suspendida por inundaciones | Raymond Impanis     |
| 8.ª etapa, 2.º sector  | 16 de marzo | Fréjus-Niza                      | 115 km | Rik van Looy                | Raymond Impanis     |

## Etapas

### 1.ª etapa
9-03-1960. París-Gien, 170 km.
Salida real: Le Pont de Antony.
|   | Ciclista         | Equipo           | Tiempo     |
| - | ---------------- | ---------------- | ---------- |
| 1 | Yvo Molenaers    | Carpano          | 4h 58' 39" |
| 2 | Willy Schroeders | Faema            | m. t.      |
| 3 | Robert Ducard    | Liberia-Grammont | m. t.      |

### 2ª etapa
10-03-1960. Gien-Bourges, 82 km. CRE
|   | Equipo               | Tiempo     |
| - | -------------------- | ---------- |
| 1 | Faema                | 1h 47' 47" |
| 2 | Mercier-BP           | + 1' 02"   |
| 3 | Saint Rapahel-Gitane | + 1' 55"   |

### 3ª etapa
11-03-1960. Bourges-Montceau-las-Minas, 197 km.
|   | Ciclista       | Equipo               | Tiempo     |
| - | -------------- | -------------------- | ---------- |
| 1 | Gilbert Desmet | Carpano              | 4h 47' 28" |
| 2 | Roger Riviere  | Saint Raphael-Gitane | + 1".      |
| 3 | Jean Graczyk   | Leroux-Helyett       | + 3"       |

### 4ª etapa
12-03-1960. Montceau-las-Minas-Saint-Etienne, 173 km.
|   | Ciclista           | Equipo               | Tiempo     |
| - | ------------------ | -------------------- | ---------- |
| 1 | Michel Dejouhannet | Saint Raphael-Gitane | 4h 19' 26" |
| 2 | Henry Anglade      | Liberia-Grammont     | m. t.      |
| 3 | Raymond Impanis    | Faema                | m. t.      |

### 5ª etapa
13-03-1960. Saint-Etienne-Aviñón, 227 km.
|   | Ciclista           | Equipo               | Tiempo     |
| - | ------------------ | -------------------- | ---------- |
| 1 | Rik van Looy       | Faema                | 6h 09' 20" |
| 2 | Gilbert Desmet     | Carpano              | m. t.      |
| 3 | Michel Dejouhannet | Saint Raphael-Gitane | m. t.      |

### 6ª etapa, 1º sector
14-03-1960. Aviñón-Vergèze, 68 km.
|   | Ciclista         | Equipo         | Tiempo     |
| - | ---------------- | -------------- | ---------- |
| 1 | André Darrigade  | Leroux-Helyett | 1h 33' 06" |
| 2 | Georges Mortiers | Peugeot-BP     | m. t.      |
| 3 | Désiré Keteleer  | Carpano        | m. t.      |

### 6.ª etapa, 2.º sector
14-03-1960. Vergèze-Nimes, 37 km. CRI
|   | Ciclista         | Equipo               | Tiempo  |
| - | ---------------- | -------------------- | ------- |
| 1 | Romeo Venturelli | San Pellegrino       | 52' 28" |
| 2 | Roger Riviere    | Saint Raphael-Gitane | + 19"   |
| 3 | Gilbert Desmet   | Carpano              | + 21"   |

### 7ª etapa
15-03-1960. Nimes-Manosque, 183 km.
|   | Ciclista         | Equipo         | Tiempo     |
| - | ---------------- | -------------- | ---------- |
| 1 | Jean Graczyk     | Leroux-Helyett | 4h 46' 28" |
| 2 | Romeo Venturelli | San Pellegrino | + 22"      |
| 3 | André Darrigade  | Leroux-Helyett | + 38"      |

### 8.ª etapa,1.ersector
16-03-1960. Manosque-Fréjus, 130 km
Etapa suspendida por inundaciones

### 8.ª etapa, 2.º sector
16-03-1960. Manosque-Niza, 115 km
Llegada situada al Paseo de los Ingleses
|   | Ciclista       | Equipo               | Tiempo     |
| - | -------------- | -------------------- | ---------- |
| 1 | Rik van Looy   | Faema                | 2h 56' 05" |
| 2 | Gilbert Desmet | Carpano              | m. t.      |
| 3 | Roger Riviere  | Saint Raphael-Gitane | m. t.      |

## Clasificaciones finales

### Clasificación general
|    | Ciclista         | Equipo               | Tiempo      |
| -- | ---------------- | -------------------- | ----------- |
| 1  | Raymond Impanis  | Faema                | 32h 15' 45" |
| 2  | François Mahé    | Saint Rapahel-Gitane | + 2' 26"    |
| 3  | Robert Cazala    | Mercier-BP           | + 2' 32"    |
| 4  | Henry Anglade    | Liberia-Grammont     | + 3' 13"    |
| 5  | Claude Colette   | Peugeot-BP           | + 3' 33"    |
| 6  | Edgard Sorgeloos | Faema                | + 3' 50"    |
| 7  | Francis Anastasi | Margnat-Rochet       | + 5' 18"    |
| 8  | René Privado     | Mercier-BP           | + 6' 29"    |
| 9  | Antonin Rolland  | Margnat-Rochet       | + 6' 40"    |
| 10 | Jean Bonifassi   | Liberia-Grammont     | + 7' 35"    |

## Evolución de las clasificaciones
| Etapa(Vencedor)                        | Clasificación general |
| -------------------------------------- | --------------------- |
| Etapa 1 (Yvo Molenaers)                | Yvo Molenaers         |
| Etapa 2 (Faema)                        | Willy Schroeders      |
| Etapa 3 (Gilbert Desmet)               | Willy Schroeders      |
| Etapa 4 (Michel Dejouhannet)           | Raymond Impanis       |
| Etapa 5 (Rik van Looy)                 | Raymond Impanis       |
| Etapa 6, 1.er sector (André Darrigade) | Raymond Impanis       |
| Etapa 6, 2.º sector (Romeo Venturelli) | Raymond Impanis       |
| Etapa 7 (Jean Graczyk)                 | Raymond Impanis       |
| Etapa 8, 1.er sector (Suspendida)      | Raymond Impanis       |
| Etapa 8, 2.º sector (Rik van Looy)     | Raymond Impanis       |